# Newtonia archboldi
Newtonia archboldi е вид птица от семейство Vangidae.

## Разпространение
Видът е разпространен в Мадагаскар.